# Sud (film 1993)
Sud è un film del 1993 diretto da Gabriele Salvatores.

## Trama
In una calda domenica primaverile, l'apertura dei seggi elettorali in un piccolo centro del Sud italiano viene turbata dall'irruzione di tre cittadini italiani ed uno eritreo, tutti disoccupati e intenzionati, armi alla mano, ad occupare la scuola che ospita le votazioni. Il caso vuole che nella sede del seggio vi sia anche la figlia dell'onorevole Cannavacciuolo, politico di spicco della zona colluso con la camorra. Inoltre viene rinvenuta una scheda truccata, prova lampante dei brogli messi in atto dallo stesso Cannavacciuolo. Inizia una trattativa tra gli occupanti, intenzionati a resistere ad oltranza, e le forze dell'ordine che alla fine del film sgombereranno i quattro. La scena finale mostra come la stessa figlia di Cannavacciuolo smascheri il broglio consegnando ai carabinieri la scheda che lo prova.

## Luoghi delle riprese
Il film è stato girato a Marzamemi, frazione di Pachino in Sicilia.

## Colonna sonora
Nel 1993 uscì anche il disco con la colonna sonora originale del film. L'omonima canzone (Sud) degli Assalti Frontali, che pure faceva parte della colonna sonora del film, uscì solo su singolo in vinile.

### Tracce
1. Curre curre guaglió - 99 Posse - 5:25
2. Sud - Federico De Robertis - 4:20
3. Il posto dove vivo - Possessione - 3:40
4. Sott'attacco dell'idiozia - Bisca99Posse - 6:58
5. Footprints - Jai Uttal - 4:06
6. Mamma li turchi - Nando Popu - 4:03
7. L'africano - Federico De Robertis - 4:19
8. Smettila di stare a guardare - Possessione - 4:57
9. A nnatu lu sole - Papa Ricky - 5:27
10. Tema di Ciro - Federico De Robertis - 3:42

## Riconoscimenti
- 1994 - David di Donatello
  - Miglior suono in presa diretta
- 1994 - Nastro d'argento
  - Migliore colonna sonora
- 1994 - Ciak d'oro
  - Migliore colonna sonora[2]